# 中船黄埔文冲船舶
中船黄埔文冲船舶有限公司是中国船舶集团属下大型造船企业，公司由原广州中船黄埔造船有限公司和广州文冲船厂有限责任公司组成。公司三个厂区均位于广东省广州市，分别为长洲岛厂区、文冲厂区、龙穴厂区。

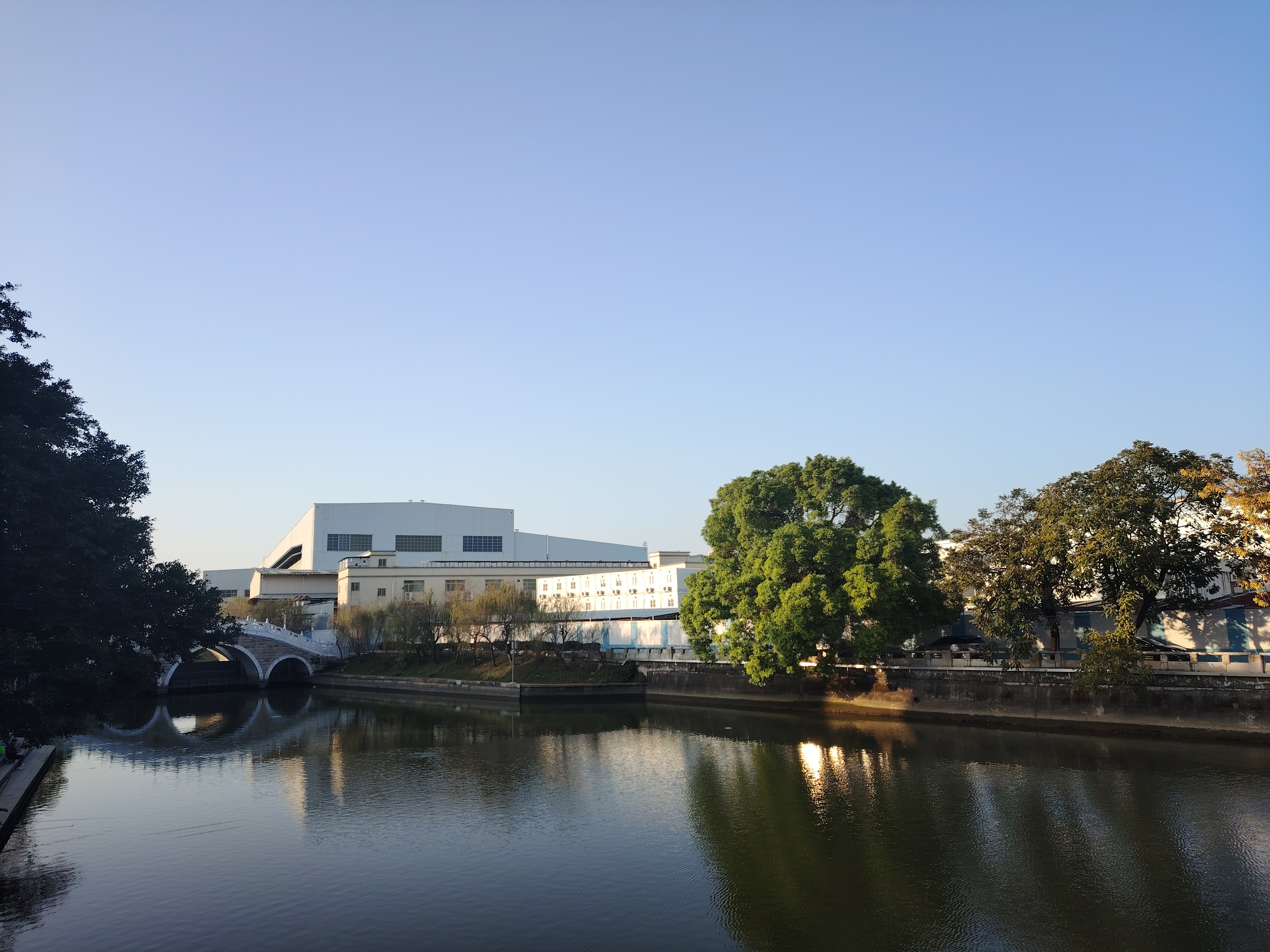
长洲岛厂区，原黄埔船厂

## 历史
广州中船黄埔造船有限公司原名广州黄埔造船厂，始建于1851年。广州文冲船厂有限责任公司始建于1955年。